# 学校法人大東文化学園
大東文化学園（だいとうぶんかがくえん）は学校法人にして大東文化大学等の設置者。1923年（大正12年）に発足した「大東文化協会」が母体。戦後、「学校法人文政大学」が発足し、1953年（昭和28年）、「学校法人大東文化大学」に改称。1960年（昭和35年）に現在名となる。本部は、東京都板橋区高島平1‐9‐1。

## 設置している学校・企業

### 大学
- 大東文化大学

戦後、「東京文政大学」を設置。1951年（昭和26年）に現校名。板橋、東松山に校舎がある。学生数は約1万2千人。

### 高等学校
- 大東文化大学第一高等学校

大東文化大学・板橋キャンパス内にある付設高等学校。男女共学。

### 幼稚園
- 大東文化大学附属青桐幼稚園
- 所在地：東京都板橋区高島平 3-6-1
- 概要

大東文化学園の幼稚園。現在の幼稚園は1972年（昭和47年）に開園したもの。以前には、「文政幼稚園」と呼ばれる幼稚園があった。ちなみに、園名は、学園章のモチーフとされている「桐」によることから。

### 企業
- 株式会社大東スクラム
- 所在地：東京都板橋区高島平 1-15-3
- 概要

学校法人大東文化学園の教育研究サービスの高度化・事務業務の効率化等を目的として、2019 年10月1日に学校法人大東文化学園の100％出資により設立された。

## 閉校した学校

### 専門学校
- 大東医学技術専門学校
- 所在地：東京都板橋区
- 概要

大東文化学園の専門学校。1956年（昭和31年）、東京・池袋に開設した「中央柔道整復師養成所」が母体。2006年（平成18年）に50周年を迎えた。2005年（平成17年）、大東文化大学に「スポーツ・健康科学部健康科学科」が開設されたために、2012年（平成24年）の閉校まで「柔道整復科」のみであった。
- 沿革
  - 1956年 母体となる「中央柔道整復師養成所」が創立。
  - 1962年 「大東医学技術整復専門学校」を開設。
  - 1967年 「大東医学技術専門学校」と改称。
  - 1974年 東京都板橋区に移転。
  - 2005年 大東文化大学「スポーツ・健康科学部」の開設で「臨床検査科」が廃止。
  - 2010年 募集停止。
  - 2012年 閉校。

## 公式サイト
- 大東文化大学ホームページ